# Liste der „100 grundlegenden Werke“ für Schüler der Sekundarstufe des türkischen Ministeriums für Nationale Bildung
Die Liste der „100 grundlegenden Werke“ für Schüler der Sekundarstufe (MEB 100 temel eser listesi (ortaöğretim)) wurde vom türkischen Ministerium für Nationale Bildung (MEB) der 59. Regierung zusammengestellt und im Jahr 2004 veröffentlicht. Sie enthielt Werke der türkischen klassischen Literatur und der Weltliteratur, die Schülern der Sekundarstufe als Lektüre empfohlen wurden. Die Bekanntgabe einer weiteren Liste für Schüler der Grundstufe erfolgte im Jahr 2005. Ziel war es, in der Türkei das Lesen von Büchern zur Gewohnheit werden zu lassen.
Später durchgeführte wissenschaftliche Studien belegten, dass die vorgegebenen Listen das allgemeine Leseinteresse der Schüler nicht gefördert hatten. Im Jahr 2018 hob das Ministerium für Nationale Bildung der 66. Regierung die weitere Anwendung dieser Listen auf.

## Ausgangssituation, Entwicklungen und Ergebnisse

### Erstellung einer Bücherliste als Leseempfehlung
Das Ministerium für Nationale Bildung wollte durch aus seiner Sicht geeignete Anleitungen erreichen, dass Schüler auch in der Freizeit Werke mit hohem literarischen Wert lesen, damit sie das kulturelle Erbe kennenlernen, ihren Wortschatz erweitern und imstande sind, die türkische Sprache korrekt und effektiv anwenden zu können. Basis für dieses Projekt, das zunächst für Schüler der Sekundarstufe entwickelt werden sollte, war eine von Schriftstellern und Kulturwissenschaftlern zusammengetragene Aufstellung wichtiger Werke der türkischen und der Weltliteratur.
Am 18. Juli 2004 erschien in der Tageszeitung Radikal die Mitteilung, dass nach Aussage des Ministeriums für Nationale Bildung die Werke der vorliegenden Aufstellung bewertet und die Bücher mit der höchsten Punktzahl zu den „100 grundlegenden Werken“ für Schüler der Sekundarstufe gehören werden.
Diese Liste für Schüler der Sekundarstufe wurde als Leseempfehlung des Bildungsministeriums mit dem von Minister Hüseyin Çelik unterzeichneten Rundschreiben 2004–60 vom 19. August 2004 veröffentlicht.
Die Aufstellung war untergliedert in Türkische Literatur und Weltliteratur. Mustafa Kemal Atatürks Rede Nutuk wurde in der Liste als Nummer 1. aufgeführt. Es folgten 72 Werke türkischer Autoren und 27 Werke der Weltliteratur. Die Liste enthielt keine Werke noch lebender Autoren. Begründet wurde das damit, dass niemand der lebenden Autoren bevorzugt werden sollte.
Mit dem Rundschreiben 2008–23 des Bildungsministeriums vom 29. April 2008 wurde das Werk mit der Nummer 68., der Roman Anayurt Oteli von Yusuf Atılgan, aus der Liste entfernt, da er die soziale, geistige, psychologische und pädagogische Entwicklung von Schülern negativ beeinflussen könne. Stattdessen wurde der Roman Osmancık von Tarık Buğra empfohlen. In später veröffentlichten Listen wurde der als Ersatz vorgegebene Roman Osmancık nicht mehr aufgeführt.

### Aufgetretene Probleme bei Anwendung der Liste
Die Liste war von Anfang an umstritten. Bereits im April 2006 wurde vom 2. Türkischen Verlagskongress gefordert, auf die Liste „100 grundlegende Werke“ zu verzichten, da sich seit deren Einführung die Zahl der Plagiate bei Übersetzungen klassischer Werke erhöht hatte.
2009 wurden in einem umfassenden Bericht der Kinderstiftung, der Kinderakademie und des Forschungszentrums für Kinder- und Jugendliteratur die bis dahin in der Anwendungspraxis der Liste aufgetretenen Probleme erläutert.
Ein weiterer zusammenfassender Bericht, der die Liste „100 grundlegende Werke“ und deren Auswirkungen thematisierte, wurde 2015 in der Zeitschrift Türk Dili Dergesi veröffentlicht.
In den Studien und Berichten wurden unter anderem folgende Kritikpunkte genannt:
- Die Liste wurde ohne Rücksprachen und ohne Anhörung des Ausschusses für Unterricht und Erziehung erstellt. Es war nicht ersichtlich, nach welchen Kriterien die Bücher für die Liste ausgewählt wurden.
- Für die 27 aus der Weltliteratur ausgewählten klassischen Werke wurden keine Übersetzer angegeben. Bücher mit teilweise verfälschenden und hinsichtlich Sprache, Ausdruck und Inhalt problematischen Übersetzungen wurden unkontrolliert und mit einem „100 grundlegende Werke“-Logo veröffentlicht. Es kam vielfach zu Werkfälschungen und Urheberrechtsverletzungen. Im Jahr 2009 wurden beispielsweise 28 unterschiedliche Übersetzungen von Jack Londons Wolfsblut mit einem Buchumfang von 40 bis 300 Seiten angeboten.[7]
- Es wurde nicht untersucht, ob die Werke, die vorwiegend für Erwachsene geschrieben worden waren, auch für Heranwachsende geeignet sind.
- In den als grundlegende Werke ausgewählten Büchern waren auch sexistische, rassistische und konservative Äußerungen enthalten.
- Die Liste „100 grundlegende Werke“ wies keine Parallelen zum eigentlichen Lehrplan auf. Es gab keine methodischen Hinweise und Vorschläge, wie die Werke in den Unterricht eingebunden werden können.
- Die Liste wurde nicht als Leseempfehlung für die Schüler wahrgenommen, sondern als vom Ministerium vorgegebene Pflichtlektüre, die in der Freizeit gelesen werden musste. Dazu wurden auch Test- und Kontrollfragen[8] veröffentlicht, die von den Lesern beantwortet werden sollten. Dadurch entstand zusätzlicher Zensurendruck und Notenangst.[9]
- Durch die Begrenzung auf „100 grundlegende Werke“ wurde der Eindruck vermittelt, dass es nicht notwendig wäre, andere Bücher zu kennen und zu lesen.
- Die Auswahl erschwerte es Autoren, ihr aktuelles Schaffen und ihre neuen Werke Schülern vorzustellen und mit ihnen ins Gespräch zu kommen.

Gleichzeitig wurde in diesem Bericht gefordert, die Lesekultur zu fördern, indem ein nach pädagogischen Kriterien vielseitiges Lesekulturprogramm erstellt wird, das in das Bildungssystem integriert ist wie beispielsweise in Deutschland, Großbritannien, Frankreich, Italien, Kanada, Russland oder Japan.

### Aufhebung der Liste
Das Rundschreiben 2004–60 vom 19. August 2004 und damit die Liste „100 grundlegende Werke“ wurde mit dem Rundschreiben 2018–17 vom 17. Dezember 2018 vom türkischen Ministerium für Nationale Bildung, das unter der Leitung von Minister Ziya Selçuk stand, außer Kraft gesetzt. In einer Mitteilung des türkischen Bildungsministeriums zu diesem Rundschreiben wurde erläutert, dass die Aufhebung der Liste unter Berücksichtigung der in wissenschaftlichen Studien getroffenen Feststellungen und der eingehenden Recherchen des Ministeriums für Nationale Bildung sowie unter Berücksichtigung der Meinungen und Anregungen von Lehrern, Schülern und Eltern erfolgte. Außerdem wurden die irreführenden Praktiken einiger Verlage offengelegt. Werke der Liste waren auch von Verlagen, die dafür keine Rechte besaßen, herausgegeben worden. Obwohl das Bildungsministerium kein patentiertes „100 grundlegende Werke“-Logo vorgesehen hatte, wurde solch ein Logo in unterschiedlichen Designs verwendet und auch für Werke eingesetzt, die nicht auf der Liste aufgeführt waren. Die Rücknahme der Liste „100 grundlegende Werke“ erfolgte mit der Erwartung, dass künftig die Schüler in der Türkei unter Anleitung der Lehrer von allen Werken profitieren werden, deren Inhalte nationalen und humanistischen Werten entsprechen und nicht der Verfassung, den Gesetzen und den Hauptzwecken der nationalen Bildung entgegenstehen.

## Übersicht über die in der Liste enthaltenen Werke
- Nichttürkische Titel werden mit dem Titel der übersetzten deutschen Buchausgaben wiedergegeben.
- Die kursiven Zahlen geben die Rangfolge in der ursprünglichen Liste an, wobei bei Nummer 73. der Listenteil mit den türkischen Literaturwerken endete und mit Nummer 74. der Listenteil mit Werken der Weltliteratur begann.

### Romane
1. Hunger (Knut Hamsun) 89.
2. Aganta Burina Burinata (Halikarnas Balıkçısı) 54.
3. Mittelmeer (Panait Istrati) 95.
4. Ayaşlı ile Kiracıları (Memduh Şevket Esendal) 36.
5. Väter und Söhne (Iwan Turgenew) 85.
6. Wolfsblut (Jack London) 90.
7. Der weiße Dampfer (Tschingis Aitmatow) 99.
8. Bir Bilim Adamının Romanı (Oğuz Atay) 65.
9. Cemo (Kemal Bilbaşar) 55.
10. Çalıkuşu (Reşat Nuri Güntekin) 30.
11. Wem die Stunde schlägt (Ernest Hemingway) 92.
12. Der Derwisch und der Tod (Meša Selimović) 97.
13. Dokuzuncu Hariciye Koğuşu (Peyami Safa) 37.
14. Don Quixote (Miguel de Cervantes) 78.
15. Die Brücke über die Drina (Ivo Andrić) 94.
16. Drina'da Son Gün (Faik Baysal) 62.
17. Esir Şehrin İnsanları (Kemal Tahir) 50.
18. Eskici ve Oğulları (Orhan Kemal) 51.
19. Von Mäusen und Menschen (John Steinbeck) 96.
20. Fatih-Harbiye (Peyami Safa) 38.
21. Gora (Rabindranath Tagore) 91.
22. Ein Tag länger als ein Leben (Tschingis Aitmatow) 100.
23. İbrahim Efendi Konağı (Samiha Ayverdi) 42.
24. Eine Geschichte aus zwei Städten (Charles Dickens) 88.
25. Kalpaklılar (Samim Kocagöz) 56.
26. Kaplumbağalar (Fakir Baykurt) 61.
27. Karartma Geceleri (Rıfat Ilgaz) 59.
28. Kayıp Aranıyor (Sait Faik Abasıyanık) 52.
29. Kiralık Konak (Yakup Kadri Karaosmanoğlu) 23.
30. Kuyruklu Yıldız Altında Bir İzdivaç (Hüseyin Rahmi Gürpınar) 13.
31. Kuyucaklı Yusuf (Sabahattin Ali) 44.
32. Küçük Ağa (Tarık Buğra) 57.
33. Madame Bovary (Gustav Flaubert) 87.
34. Mai ve Siyah (Halit Ziya Uşaklıgil) 12.
35. Mor Salkımlı Ev (Halide Edib Adıvar) 28.
36. Onlar da İnsandı (Cengiz Dağcı) 98.
37. Die toten Seelen (Nikolai Gogol) 84.
38. Robinson Crusoe (Daniel Defoe) 82.
39. Sahnenin Dışındakiler (Ahmet Hamdi Tanpınar) 41.
40. Krieg und Frieden (Lew Tolstoi) 86.
41. Die Elenden (Victor Hugo) 80.
42. Sergüzeşt (Samipaşazade Sezai) 11.
43. Schall und Wahn (William Faulkner) 93.
44. Sinekli Bakkal (Halide Edib Adıvar) 27.
45. Sokakta (Bahattin Özkişi) 73.
46. Schuld und Sühne (Fjodor Dostojewski) 83.
47. Tütün Zamanı (Necati Cumalı) 58.
48. Die Lilie im Tal (Honoré de Balzac) 79.
49. Yaban (Yakup Kadri Karaosmanoğlu) 24.
50. Yaşar Ne Yaşar Ne Yaşamaz (Aziz Nesin) 66.
51. Yedinci Gün (Orhan Hançerlioğlu) 60.
52. Yılkı Atı (Abbas Sayar) 63.

### Reden
1. Nutuk (Mustafa Kemal Atatürk) 1.

### Theater
1. Faust (Johann Wolfgang von Goethe) 81.

### Geschichten
1. Çağlayanlar (Ahmet Hikmet Müftüoğlu) 15.
2. Dede Korkut Hikâyeleri (Geschichten von Dede Korkut) 3.
3. Gazoz Ağacı (Sabahattin Kudret Aksal) 67.
4. Gurbet Hikâyeleri (Refik Halit Karay) 26.
5. Golestan (Saadi) 77.
6. Ömer Seyfettin Hikâyelerinden Seçmeler (Ausgewählte Geschichten von Ömer Seyfettin) 16.
7. Haldun Taner Hikâyelerinden Seçmeler (Ausgewählte Geschichten von Haldun Taner) 64.
8. Sait Fait Abasıyanık Hikâyelerinden seçmeler (Ausgewählte Geschichten von Sait Faik Abasıyanık) 53.
9. Kalila und Dimna (Beydeba) 74.
10. Kerem ile Aslı 10.
11. Memleket Hikâyeleri (Refik Halit Karay) 25.

### Poesie
1. Orhan Veli Kanık'ın Bütün Şiirleri (Sämtliche  Gedichte von Orhan Veli Kanık) 48.
2. Çile (Necip Fazıl Kısakürek) 43.
3. Divan Şiirinden Seçmeler 7.
4. Dostlar Beni Hatırlasın (Aşık Veysel) 47.
5. Halk Şiirinden Seçmeler 8.
6. Han Duvarları (Faruk Nafiz Çamlıbel) 33.
7. Kendi Gök Kubbemiz (Yahya Kemal Beyatlı) 20.
8. Kutadgu Bilig'den Seçmeler (Auswahl aus dem Kutadgu Bilig) 2.
9. Memleketimden İnsan Manzaraları (Nâzım Hikmet) 34.
10. Mesnevi'den Seçmeler (Mevlânâ) 5.
11. Otuz Beş Yaş (Cahit Sıtkı Tarancı) 49.
12. Safahat (Mehmet Âkif Ersoy) 17.
13. Ahmet Muhip Dıranas şiirlerinden seçmeler (Auswahl aus Ahmet Muhip Dıranas' Gedichten) 46.
14. Ahmet Kutsi Tecer şiirlerinden seçmeler (Auswahl aus Ahmet Kutsi Tecers Gedichten) 45.
15. Yunus Emre Divanı'ndan seçmeler (Auswahl aus Yunus Emres Divan) 4.

### Essay
1. Beş Şehir (Ahmet Hamdi Tanpınar) 40.
2. Bize Göre (Ahmet Haşim) 18.
3. Boğaziçi Mehtapları (Abdülhak Şinasi Hisar) 21.
4. Boğaziçi Şıngır Mıngır (Salah Birsel) 72.
5. Bu Ülke (Cemil Meriç) 69.
6. Der Staat (Platon) 75.
7. Diyorlar Ki (Ruşen Eşref Günaydın) 22.
8. Eğil Dağlar (Yahya Kemal Beyatlı) 19.
9. Gençlerle Başbaşa (Ord. Prof. Dr. Ali Fuat Başgil) 70.
10. Verteidigungsrede des Sokrates (Platon) 76.
11. Şehir Mektupları (Ahmet Rasim) 14.
12. Türkçenin Sırları (Nihad Sami Banarlı) 39.

### Reisen
1. Anadolu Notları (Reşat Nuri Güntekin) 29.
2. Seyahatname (Evliya Çelebi) 9.

### Memoiren
1. Çankaya (Falih Rıfkı Atay) 31.
2. Zeytindağı (Falih Rıfkı Atay) 32.

### Biografie
1. Suyu Arayan Adam (Şevket Süreyya Aydemir) 35.

### Anekdoten
1. Nasreddin Hoca Fıkralarından Seçmeler (Auswahl von Nasreddin-Hodscha-Anekdoten) 6.

### Märchen
1. Türk masalları (Naki Tezel) 71.